# Кисслинг, Рихард
Рихард Кисслинг (нем. Richard Kissling) (15 апреля 1848 года, Вольфвиль, кантон Золотурн — 19 июля 1919 года, Цюрих) — швейцарский скульптор и медальер. Один из самых известных скульпторов памятников в Швейцарии конца XX — начала XX веков. Автор памятника Вильгельму Теллю в Альтдорфе.

## Биография

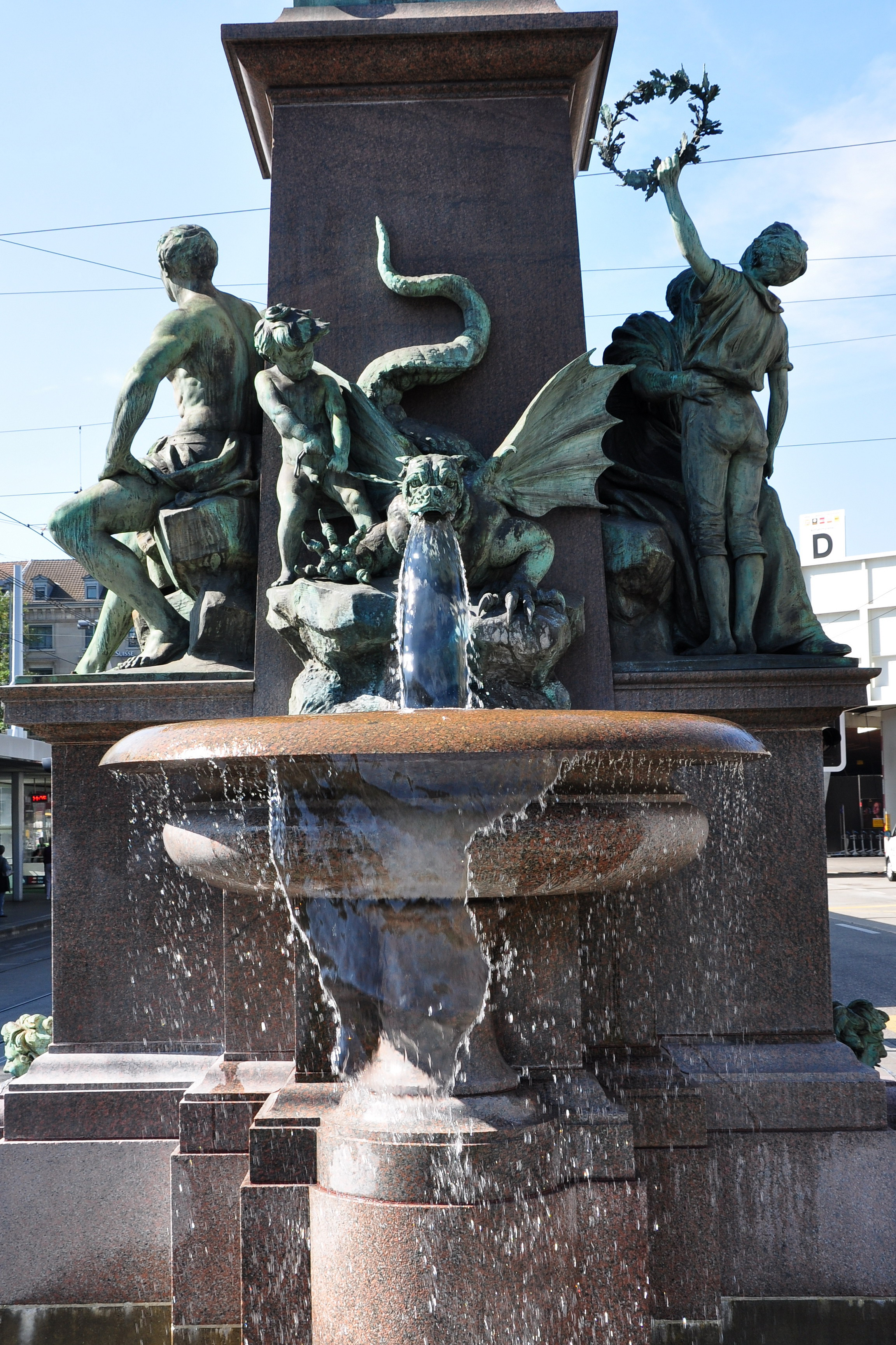
Фонтан-памятник Альфреду Эшеру

Рихард Кисслинг родился в швейцарской коммуне Вольфвиль 15 апреля 1848 года. Был учеником штукатура, затем 13 лет прожил в Риме, где в 1872—1873 годах учился у швейцарского скульптора Фердинанда Шлота, работавшего в стиле классицизма. Возможно, после своего возвращения в Швейцарию в 1874 году возглавил студию. В ранних работах Кисслинга, а также в памятнике Бенедикту Фонтане в Чуре (1903 г.) заметно влияние  Фердинанда Шлота.
В 1882 году Франк Бухсер написал картину маслом, изображающую Кисслинга в образе солдата. На национальной выставке в Цюрихе в 1883 году молодой и малоизвестный Кисслинг произвел фурор своим портретным бюстом Альфреда Эшера. В результате ему было поручено создание монументального памятника- фонтана Эшера из бронзы и гранита перед триумфальной аркой на центральном вокзале Цюриха. После установки этого памятник у него появилась собственная большая мастерская на Клаусштрассе 10 / угол Беллеривестрассе в Цюрихском Зеефельде.

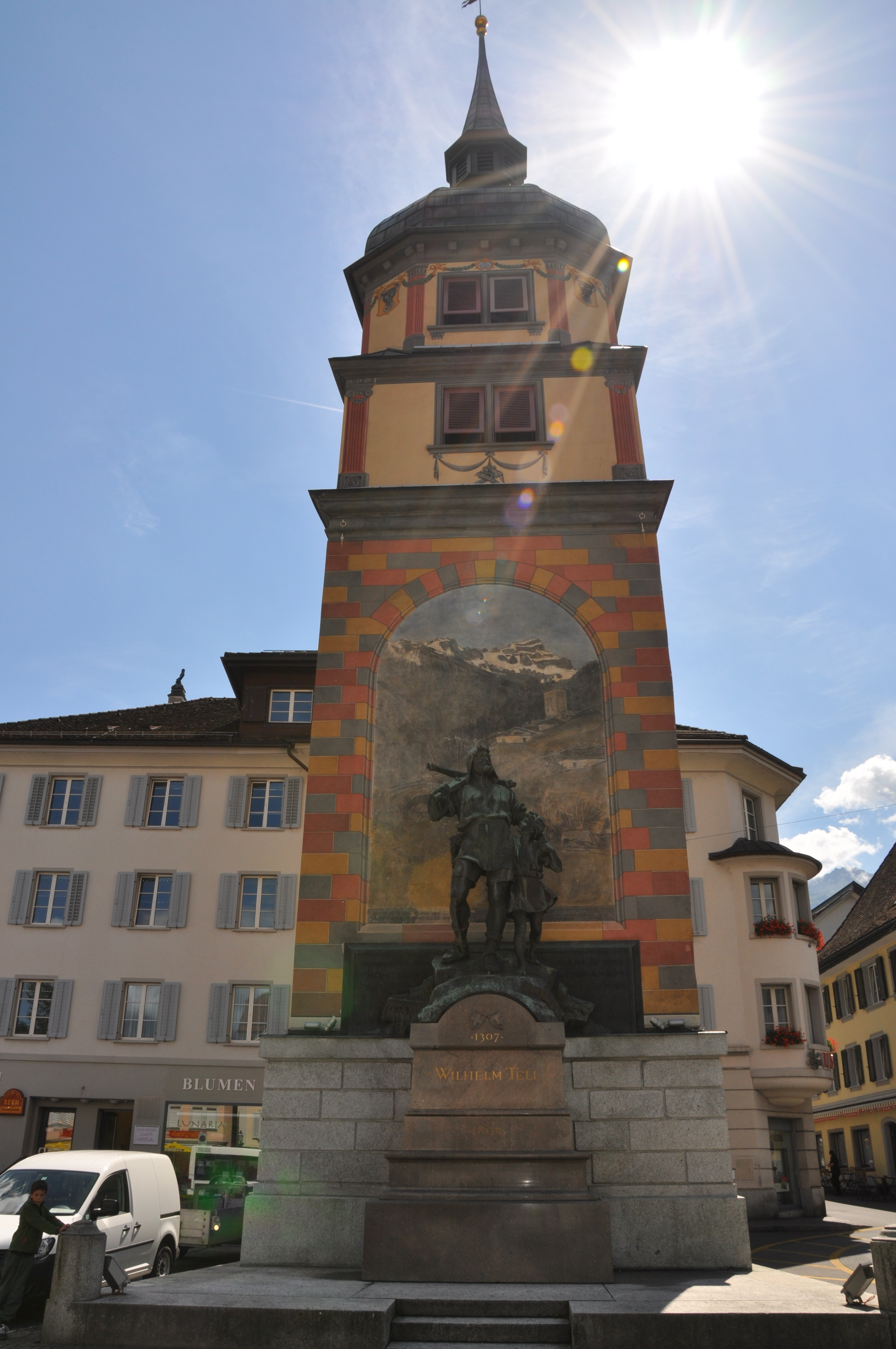
Монумент Вильгельму Теллю

Его самая известная работа — памятник Вильгельму Теллю в Альтдорфе. Кисслинг победил в конкурсе на лучший памятник Вильгельму Теллю в 1892 году. В парке Хосе Рисаля в Маниле установлена одна из его работ — памятник национальному герою Филиппин Хосе Рисалю.
В 1909 году Кисслинг создал портретные карикатуры на Генриха Ангста, Иоганна Рудольфа Рана, Ганса Конрада Песталоцци и Целлера-Вердмюллера для оружейного зала Швейцарского национального музея.
После этого Кисслинг был одним из самых занятых швейцарских скульпторов, хотя в последние его годы жизни классико-героический стиль считался уже устаревшим. После смерти его слава быстро угасла. Считается, что оригинальные гипсовые модели фонтана Эшера были сброшены в Цюрихское озеро. Проект национального памятника в Швице, который был создан примерно в 1910 году, также был разрушен после отклонения этого проекта.
Кисслинг был учителем таких выдающихся скульпторов, как Ганс Гислер (1889—1969) и Вернер Фридрих Кунц (1896—1981).
Вместе c Фердинандом Ходлер, Рудольфом Коллером, Альбертом Велти Кисслинг считается одним из основателей Ассоциации художников Цюриха (1897).
Кисслинг был двоюродным дедом скульптора Эрнста Кисслинга. В 1905 году Университет Цюриха наградил его званием почётного доктора; он также был почётным гражданином Цюриха и Альтдорфа.
С 1935 года в цюрихском районе Флюнтерн есть улица Рихарда Кисслинга.
Кисслинг умер в 1919 году в Цюрихе и похоронен на кладбище Зильфельд.

## Работы
- 1879: статуи Карла Вильгельма Фердинанда, принца и герцога Брауншвейг-Вольфенбюттельского, и Фридриха Вильгельма, герцога Брауншвейг-Олсского на монументе Брунсвик (Brunswick) в Женеве
- 1884: бюст Карла Кульманна в Цюрихе
- 1889: фонтан Альфреда Эшера в Цюрихе
- 1891: Группа отцов-основателей Швейцарии (Мельхталь и др.) в Сарнене[19]
- 1892: Памятник Вильгельму Теллю в Альтдорфе
- 1897: Почетные медали Швейцарского стрелкового клуба. Гравер Георг Ханц[20]
- 1900: Фонтан дракона и фигура юноши на вилле Тоблер в Цюрихе
- 1903: памятник Бенедикту Фонтане в Куре
- 1904: памятник Вадиану в Санкт-Галлене
- 1905: медальон для надгробия Рудольфа Коллера
- 1907: В духе времени:[21] группа плодородия и гостеприимства[22], железнодорожный вокзал Люцерна.
- 1911: Швейцарский национальный памятник в Швице, 1911[23]
- 1912: памятник Хосе Рисалю в Маниле